# Slesvigske Musikhus
55°15′22″N 9°29′12″Ø / 55.2561°N 9.4868°Ø
Slesvigske musikhus er en koncertsal i Haderslev, der blev indviet 21. november 2008 og er blevet til i et samarbejde mellem Forsvaret, A.P. Møller og Hustru Chastine Mc-Kinney Møllers Fond til almene Formaal og Haderslev Kommune.
Huset er hjemsted for musikerne i Slesvigske Musikkorps, der er et af det Danske Forsvars tre fuldtidsprofessionelle musikkorps og består af 16 musikere (messingblæsere og slagtøj). Orkestret ledes af musikdirigent René Bjerregaard Nielsen. Musikkorpset giver årligt ca. 125 koncerter.
Slesvigske Musikhus er nabo til Haderslev Kaserne. Udover at være en god koncertsal, giver huset musikkorpset ideelle øvefaciliteter.
Haderslev Musikforening arrangerer jævnligt kammerkoncerter i salen i vinterhalvåret.

## Henvisning/Kilde
- Haderslev Ugeavis Arkiveret 13. februar 2009 hos  Wayback Machine
- Slesvigske Musikkorps